# Rivadavia-Sendemast Buenos Aires
Der Rivadavia-Sendemast Buenos Aires ist das höchste Bauwerk in Argentinien, gelegen im Partido San Miguel in der Provinz Buenos Aires. Er ist ein 252 Meter hoher, selbststrahlender Sendemast, der auf der Frequenz von 630 kHz mit 50 kW Sendeleistung sendet.